# Treysa (метеорит)
Treysa — железный метеорит весом 63000 грамм. Упал в 15:30 3 апреля 1916 года в Гессен, Германия. Размер 36 см. На месте падения в 1986 году установлен мемориал.3 апреля 1916 года в 15:30 очевидцы сообщили о взрыве, похожем на раскат грома и облако дыма. Это светозвуковое явление было вызвано падением метеорита на землю в лесистой местности недалеко от Роммерсхаузена.
По рассказам очевидцев, Альфред Вегенер рассчитал траекторию метеорита и вероятное место его падения. В знак признания его научной актуальности 300 Рейхсмарка были предложены в качестве награды искателю, и в конечном итоге он был действительно обнаружен рядом с рассчитанным местом. Леснику Хупманну удалось найти его 5 марта 1917 года в лесной местности недалеко от Роммерсхаузена; ударный кратер глубиной полтора метра содержал 63,28 кг (139,5 фунта), ширину 36 сантиметров (14 дюймов) железный метеорит. Он был лишь слегка разрушен от удара и почти полностью сохранился. 23 среза и разреза тонкого грунта, вырезанные из метеорита, были изучены различными геологическими и минералогическими научно-исследовательскими институтами.
С 1986 года на месте падения был установлен мемориальный камень Knüllgebirgsverein, туристический и природный клуб, названный в честь Knüllgebirge горный хребет в Гессене отмечает это космическое событие.
Метеорит выставлен в Минералогичном музее. Марбург (Lahn), и есть копия в Museum der Schwalm в Цигенхайне. Указания к месту падения метеорита указаны на тропе (Ringstrasse) в лесу Rommershausen.